# فرناندو بيريرا (رائد)
فرناندو بيريرا هو ضابط عسكري من ساو تومي وبرينسيب،شغل منصب رئيس البلاد لمدة 7 أيام فقط،وذلك بعد الإطاحة بالرئيس فراديك دي مينيزيس،وتولى المنصب من 16 يوليو 2003 حتى 23 يوليو 2003.